# Viking suli
A Viking suli (eredeti cím: Vikingskøøl) 2022-ben futott francia 2D-s számítógépes animációs kalandsorozat, amelyet Céline Gobinet rendezett.
Franciaországban 2022. május 6-án az Okoo, míg Magyarországon a Disney Channel mutatta be 2022. szeptember 12-én.

## Cselekmény
Erik, Ylva és Arni vikingek, akik biztosak abban, hogy mindannyiukban megvan az, ami ahhoz kell, hogy sikeresek legyenek a kegyetlen viking iskolában. De az érettségiig hosszú az út! Szerencsére rendelkeznek a szükséges kitartással, bátorsággal és intelligenciával.

## Szereplők
| Szereplők         | Eredeti hang | Magyar hang     | Leírás                                                                                              |
| ----------------- | ------------ | --------------- | --------------------------------------------------------------------------------------------------- |
| Erik Fourchebarbe | N/A          | Bogdán Gergő    | A legendás viking hős, Olaf Fourchebarbe unokája, és Ylva és Arni mellett a viking iskola tanulója. |
| Ylva              | N/A          | Engel-Iván Lili | Erik és Arni mellett a viking iskola tanulója.                                                      |
| Arni Weaversonson | N/A          | Baráth István   | Erik és Ylva mellett ő is a viking iskola tanulója.                                                 |
| Ragnaréka         | N/A          | Csifó Dorina    | Diák a viking iskolában, aki általában gúnyt űz Ylvából, Arniból és Erikből.                        |
| Heurk             | N/A          | Nagy Gereben    | A viking iskola diákja, aki Doomhild hűséges segítője.                                              |
| Pörölyfej úr      | N/A          | Bognár Tamás    | Tanárok a viking iskolában.                                                                         |
| Idea kisasszony   | N/A          | Nádasi Veronika | Tanárok a viking iskolában.                                                                         |
| Eyra úrnő         | N/A          | Bertalan Ágnes  | Valkűr, aki a viking iskola igazgatója.                                                             |

### Magyar változat
A szinkront az SDI Media Hungary készítette.
- Felolvasó: Schmidt Andrea
- Magyar szöveg: Tóth Gábor
- Hangmérnök: Császár Bíró Szabolcs
- Vágó: Házi Sándor
- Gyártásvezető: Bogdán Anikó
- Szinkronrendező: Faragó József
- Produkciós vezető: Orosz Katalin
- További magyar hangok: Hegedűs Johanna, Törköly Levente, Pálfai Péter, Ősi Ildikó, Karácsonyi Zoltán, Pálmai Szabolcs, Markovics Tamás

## Epizódok
| #   | #   | Eredeti cím                               | Magyar cím                                   | Eredeti premier     | Magyar premier       |
| --- | --- | ----------------------------------------- | -------------------------------------------- | ------------------- | -------------------- |
| 1.  | 1.  | Supply and Demand                         | A helyettes tanító                           | 2022. május 6.      | 2022. szeptember 12. |
| 2.  | 2.  | Foul Weather Friends                      | Hip-hip hurrikán                             | 2022. május 6.      | 2022. szeptember 13. |
| 3.  | 3.  | Treasure from the Sky                     | Égből pottyant kincs                         | 2022. május 6.      | 2022. szeptember 14. |
| 4.  | 4.  | Viking Fuel                               | Viking menza                                 | 2022. május 6.      | 2022. szeptember 15. |
| 5.  | 5.  | Running Wild                              | Kecske fogócska                              | 2022. május 6.      | 2022. szeptember 16. |
| 6.  | 6.  | Goat Flu Warriors                         | Harc a kecskekórral                          | 2022. május 6.      | 2022. szeptember 19. |
| 7.  | 7.  | Vault of Screams                          | A sikolyok terme                             | 2022. május 6.      | 2022. szeptember 20. |
| 8.  | 8.  | The Best of the Best                      | A bajnokok bajnoka                           | 2022. május 6.      | 2022. szeptember 21. |
| 9.  | 9.  | Traitor's Game                            | Ki lehet az áruló?                           | 2022. május 6.      | 2022. szeptember 22. |
| 10. | 10. | Pet Hates                                 | Madarat tolláról, vikinget trolljáról        | 2022. május 6.      | 2022. szeptember 23. |
| 11. | 11. | Skool's Out                               | Lyukas nap                                   | 2022. május 6.      | 2022. október 24.    |
| 12. | 12. | The Eyes of Loki                          | A szerencse forgandó                         | 2022. május 6.      | 2022. október 25.    |
| 13. | 13. | All Hail the Turnip Queen                 | Éljen soká a Répa Királynő                   | 2022. május 6.      | 2022. október 26.    |
| 14. | 14. | Living Legends                            | Élő legendák                                 | 2022. június 23.    | 2022. október 27.    |
| 15. | 15. | Battle Cry                                | Csatakiáltás                                 | 2022. június 23.    | 2022. október 28.    |
| 16. | 16. | Muscling In                               | Az imposztor                                 | 2022. június 23.    | 2022. november 1.    |
| 17. | 17. | Nosehair Heist                            | A nagy orrszőr rablás                        | 2022. június 23.    | 2022. november 2.    |
| 18. | 18. | Solstice                                  | A leghosszabb nap                            | 2022. június 23.    | 2022. november 3.    |
| 19. | 19. | Magnhild's Axe                            | Magnhild fejszéje                            | 2022. szeptember 1. | 2022. november 4.    |
| 20. | 20. | Torre's Light                             | Torre fénye                                  | 2022. szeptember 1. | 2022. november 7.    |
| 21. | 21. | The Iron Cabbage                          | A vaskáposzta                                | 2022. szeptember 1. | 2022. november 8.    |
| 22. | 22. | Spider's Web                              | A pókok hálója                               | 2022. szeptember 1. | 2022. november 9.    |
| 23. | 23. | Camp Valkyrie                             | A Valkyrie tábor                             | 2022. szeptember 1. | 2022. november 10.   |
| 24. | 24. | Grandpa Goat                              | Kecskeapó                                    | 2022. szeptember 1. | 2022. november 11.   |
| 25. | 25. | The Hand of Loki                          | Loki keze                                    | 2022. szeptember 1. | 2022. november 14.   |
| 26. | 26. | The Time of Trials: The Time of Testing   | A próbatétel                                 | 2022. szeptember 1. | 2023. január 16.     |
| 26. | 26. | The Time of Trials: A Feast of Fools      | A próbatétel – Bolondok lakomája             | 2022. szeptember 1. | 2023. január 16.     |
| 26. | 26. | The Time of Trials: The Rest of the Night | A próbatétel – Nyugtalan éjszaka             | 2022. szeptember 1. | 2023. január 17.     |
| 26. | 26. | The Time of Trials: The Path of Silence   | A próbatétel – (N)esztelenség                | 2022. szeptember 1. | 2023. január 17.     |
| 26. | 26. | The Time of Trials: The Path of Peril     | A próbatétel – Veszedelmes út                | 2022. szeptember 1. | 2023. január 18.     |
| 26. | 26. | The Time of Trials: Leap of Faith         | A próbatétel – Ugrás!                        | 2022. szeptember 1. | 2023. január 18.     |
| 26. | 26. | The Time of Trials: The Fall of the Axe   | A próbatétel – Alacsonyan szállnak a fejszék | 2022. szeptember 1. | 2023. január 19.     |
| 26. | 26. | The Time of Trials: The Burning Sky       | A próbatétel – Lángoló égbolt                | 2022. szeptember 1. | 2023. január 19.     |
| 26. | 26. | The Time of Trials: Delving Deep          | A próbatétel – A kincskeresés                | 2022. szeptember 1. | 2023. január 20.     |
| 26. | 26. | The Time of Trials: The Chest of Skoggan  | A próbatétel – Skoggan ládája                | 2022. szeptember 1. | 2023. január 20.     |
| 26. | 26. | The Time of Trials: The Voice of Fate     | A próbatétel – A végzet hangja               | 2022. szeptember 1. | 2023. január 20.     |

## A sorozat készítése
A sorozat premierjét 2019 végére tervezték.  Azonban elhalasztották 2020-ra, de végül csak 2022-ben mutatták be.